# Wacław Długosz (polityk)
Wacław Ezechiel Długosz (ur. 10 kwietnia 1892 w Sosnowcu, zm. 19 lutego 1967 w Radomiu) – polski polityk socjalistyczny i sanacyjny, wicemarszałek Sejmu V kadencji oraz poseł II, III, IV i V kadencji w II RP, członek Rady Związku Powiatów Rzeczypospolitej Polskiej w 1936 roku, członek Zarządu Koła Parlamentarnego Obozu Zjednoczenia Narodowego w 1938 roku. 

## Życiorys
Ukończył gimnazjum i szkołę handlową w Radomiu, studiował na Akademii Handlowej w Radomiu oraz na uczelniach w Antwerpii i Liège. W czasie studiów związany z ruchem socjalistycznym i niepodległościowym, członek PPS-Frakcji Rewolucyjnej. W 1915 komendant oddziału POW w Ciepielowie. 
W 1918 ludowy komisarz powiatu iłżańskiego, jako ochotnik walczył w wojnie polsko-bolszewickiej 1920. 
W II RP prowadził gospodarstwo w Gardzienicach k. Ciepielowa. Działacz stowarzyszeń i kółek rolniczych, członek rady wojewódzkiej i wiceprezes Izby Rolniczej w Kielcach. Od 1926 członek PSL „Wyzwolenia”, od 1928 w BBWR, gdzie piastował funkcję szefa rady powiatowej. 
W latach 1939–1946 przebywał na emigracji w Rumunii. W latach 1928–1939 poseł na Sejm, w sejmie ostatniej kadencji pełnił urząd wicemarszałka z ramienia OZN. Od 1935 członek Koła Rolników Sejmu i Senatu. 

## Ordery i odznaczenia
- Krzyż Niepodległości (1937)
- Order Odrodzenia Polski
- Złoty Krzyż Zasługi (11 listopada 1936)[4]
- Srebrny Krzyż Zasługi (18 lutego 1928)[5]

## Upamiętnienie
29 września 2018 odsłonięto tablicę pamiątkową w dawnym domu Wacława Długosza w Starych Gardzienicach.
28 września 2019 na cmentarzu parafialnym w Ciepielowie odbyła się uroczystość odsłonięcia i poświęcenia tablicy nagrobnej Wacława Ezechiela Długosza.